# Мижлоку (Валча)
Мижлоку (рум. Mijlocu) насеље је у Румунији у округу Валча у општини Синешти. Oпштина се налази на надморској висини од 336 m.

## Становништво
Према подацима из 2002. године у насељу је живело 343 становника, од којих су сви румунске националности.